# Heliocontia
Heliocontia är ett släkte av fjärilar. Heliocontia ingår i familjen nattflyn.

## Dottertaxa tillHeliocontia, i alfabetisk ordning[1]
- Heliocontia accepta
- Heliocontia apicatis
- Heliocontia apicella
- Heliocontia basipuncta
- Heliocontia canofusa
- Heliocontia cleta
- Heliocontia concordens
- Heliocontia inversa
- Heliocontia lepus
- Heliocontia margana
- Heliocontia marmorea
- Heliocontia mata
- Heliocontia obliquella
- Heliocontia pantherula
- Heliocontia perstructana
- Heliocontia phaenna
- Heliocontia pyralidia
- Heliocontia rudisana
- Heliocontia sordida
- Heliocontia speciosa
- Heliocontia subapicana
- Heliocontia taragma
- Heliocontia tarasca
- Heliocontia trichostrota
- Heliocontia truncatula
- Heliocontia uncinula
- Heliocontia valena
- Heliocontia variegata
- Heliocontia vinculis